# Поповка (Богучарський район)
Поповка (рос. Поповка) — село у Росії, Богучарському районі Воронізької області. Адміністративний центр Поповського сільського поселення.
Населення становить 399 осіб (182 чоловічої статі й 217 — жіночої) за переписом 2010 року.

## Історія
За даними 1859 року на казенному хуторі Богучарського повіту Воронізької губернії мешкало 620 осіб (315 чоловічої статі та 305 — жіночої), налічувалось 87 дворових господарств.
Станом на 1880 рік на колишньому державному хуторі Залиманської волості разом із колишньою приміською слободою Залиман й колишньою державною слободою Вервеківка мешкало 3660 осіб, налічувалось 362 дворових господарства, існували православна церква, школа, 3 шкіряних заводи, 3 вівчарних заводи, 22 вітряних млини.
За даними 1900 року на хуторі мешкало 815 осіб (408 чоловічої статі та 407 — жіночої) переважно українського населення, налічувалось 295 дворових господарств, існували школа грамоти й кожухова майстерня.

## Населення
| 2000 | 2005 | 2010 |
| ---- | ---- | ---- |
| 457  | ↘445 | ↘399 |